# Klończyk
Klończyk (806 m) lub Kolończyk – kilkuwierzchołkowy, mało wybitny szczyt Beskidu Wyspowego. Znajduje się w długim, południowo-wschodnim grzbiecie ciągnącym się od Modyni przez Jasieńczyk, Klończyk i Spleźnię po Stymberka. Północno-wschodnie stoki Klończyka opadają do wąskiej doliny potoku Jastrzębik w miejscowości Jastrzębie, stoki południowo-zachodnie do doliny Zakiczańskiego Potoku w miejscowości Kicznia. Są w większości porośnięte lasem bukowo-świerkowym, ale po wschodniej i południowej stronie na jego łagodnych stokach znajdują się pola uprawne i zabudowania przysiółków Spleźnia i Sikorzec. Szczyt Klończyka znajduje się w niewielkiej kępie drzew na tej polanie. Przez Klończyka nie prowadzi żaden znakowany szlak turystyki pieszej, można jednak przejść jego grzbietem dość wyraźną ścieżką, która przewija się to z lewej, to z prawej strony grzbietu. Szczyt Klończyka ścieżka omija na polanie, przy niewielkiej szkółce leśnej.
Na szczycie Klończyka spotykają się granice trzech wsi: Jastrzębie, Kicznia i Młyńczyska, Klończyk jest także zwornikiem dla bocznego grzbietu, który odbiega od niego w południowo-wschodnim kierunku do wzniesienia Herby.